# Orostachys stenostachyus
Orostachys stenostachyus är en fetbladsväxtart som först beskrevs av Fröderstr., och fick sitt nu gällande namn av Hideaki Ohba. Orostachys stenostachyus ingår i släktet Orostachys och familjen fetbladsväxter. Inga underarter finns listade i Catalogue of Life.